# Beugneux
Beugneux és un municipi francès situat al departament de l'Aisne i a la regió dels Alts de França. L'any 2007 tenia 121 habitants.

## Demografia

### Població
El 2007 la població de fet de Beugneux era de 121 persones. Hi havia 48 famílies de les quals 8 eren unipersonals (8 homes que vivien sols), 16 parelles sense fills, 20 parelles amb fills i 4 famílies monoparentals amb fills.
La població ha evolucionat segons el següent gràfic:
Habitants censats

### Habitatges
El 2007 hi havia 63 habitatges, 46 dels quals eren l'habitatge principal de la família, 10 eren segones residències i 7 estaven desocupats. Tots els 63 habitatges eren cases. Dels 46 habitatges principals, 36 estaven ocupats pels seus propietaris, 9 estaven llogats i ocupats pels llogaters i 1 estava cedit a títol gratuït; 1 tenia una cambra, 2 en tenien dues, 5 en tenien tres, 17 en tenien quatre i 21 en tenien cinc o més. 34 habitatges tenien, pel cap baix, una plaça de pàrquing. A 20 habitatges hi havia un automòbil i a 22 n'hi havia dos o més.

### Piràmide de població
La piràmide de població per edats i sexe el 2009 era:
| Homes | Edats   | Dones |
| ----- | ------- | ----- |
| 0     | 95 o +  | 0     |
| 0     | 90 a 94 | 4     |
| 0     | 85 a 89 | 0     |
| 0     | 80 a 84 | 0     |
| 0     | 75 a 79 | 0     |
| 12    | 70 a 74 | 4     |
| 0     | 65 a 69 | 8     |
| 0     | 60 a 64 | 0     |
| 0     | 55 a 59 | 0     |
| 0     | 50 a 54 | 0     |
| 0     | 45 a 49 | 4     |
| 4     | 40 a 44 | 8     |
| 4     | 35 a 39 | 0     |
| 4     | 30 a 34 | 0     |
| 0     | 25 a 29 | 0     |
| 0     | 20 a 24 | 0     |
| 4     | 15 a 19 | 0     |
| 0     | 10 a 14 | 4     |
| 4     | 5 a 9   | 0     |
| 4     | 0 a 4   | 0     |

## Economia
El 2007 la població en edat de treballar era de 79 persones, 57 de les quals eren actives i 22 eren inactives. De les 57 persones actives 51 estaven ocupades (30 homes i 21 dones) i 6 estaven aturades (1 home i 5 dones). De les 22 persones inactives 3 estaven jubilades, 10 estaven estudiant i 9 estaven classificades com a «altres inactius».
Activitats econòmiques
L'únic establiment que hi havia el 2007 era d'una empresa d'hostatgeria i restauració.
L'any 2000 a Beugneux hi havia 3 explotacions agrícoles que ocupaven un total de 741 hectàrees.

## Poblacions més properes
El següent diagrama mostra les poblacions més properes.